# Thatcham Town FC
Thatcham Town FC (celým názvem: Thatcham Town Football Club) je anglický fotbalový klub, který sídlí ve městě Thatcham v nemetropolitním hrabství Berkshire. Založen byl v roce 1894 pod názvem Thatcham FC. Od sezóny 2018/19 hraje v Southern Football League Division One South (8. nejvyšší soutěž). Klubové barvy jsou modrá a bílá.
Své domácí zápasy odehrává na stadionu Waterside Park s kapacitou 1 500 diváků.

## Historické názvy
Zdroj: 
- 1894 – Thatcham FC (Thatcham Football Club)
- 1974 – Thatcham Town FC (Thatcham Town Football Club)

## Získané trofeje
- FA Vase ( 1× )
  - 2017/18
- Berks and Bucks Senior Cup ( 1× )
  - 1974/75
- Basingstoke Senior Cup ( 3× )
  - 2008/09, 2010/11, 2011/12

## Úspěchy v domácích pohárech
Zdroj: 
- FA Cup
  - 4. předkolo: 1996/97
- FA Trophy
  - 2. předkolo: 2008/09
- FA Vase
  - Vítěz: 2017/18

## Umístění v jednotlivých sezonách
Stručný přehled
Zdroj: 
- 1953–1956: Hellenic Football League
- 1956–1959: Hellenic Football League (Division One)
- 1959–1962: Hellenic Football League (Premier Division)
- 1962–1965: Hellenic Football League (Division One)
- 1965–1967: Hellenic Football League (Premier Division)
- 1967–1973: Hellenic Football League (Division One)
- 1973–1978: Hellenic Football League (Premier Division)
- 1978–1982: Hellenic Football League (Division One)
- 1982–1984: Athenian League
- 1984–1986: London Spartan League
- 1986–2004: Wessex Football League
- 2004–2006: Wessex Football League (Division One)
- 2006–2012: Southern Football League (Division One South & West)
- 2012–2013: Southern Football League (Division One Central)
- 2013–2014: Southern Football League (Division One South & West)
- 2014–2018: Hellenic Football League (Premier Division)
- 2018– : Southern Football League (Division One South)

Jednotlivé ročníky
Zdroj: 
Legenda: Z - zápasy, V - výhry, R - remízy, P - porážky, VG - vstřelené góly, OG - obdržené góly, +/- - rozdíl skóre, B - body, červené podbarvení - sestup, zelené podbarvení - postup, fialové podbarvení - reorganizace, změna skupiny či soutěže
| Sezóny  | Liga                                                 | Úroveň | Z  | V  | R  | P  | VG  | OG | +/-  | B  | Pozice |
| ------- | ---------------------------------------------------- | ------ | -- | -- | -- | -- | --- | -- | ---- | -- | ------ |
| 2009/10 | Southern Football League (Division One South & West) | 8      | 42 | 17 | 6  | 19 | 76  | 72 | +4   | 57 | 12.    |
| 2010/11 | Southern Football League (Division One South & West) | 8      | 40 | 20 | 7  | 13 | 70  | 43 | +27  | 67 | 5.     |
| 2011/12 | Southern Football League (Division One South & West) | 8      | 40 | 16 | 14 | 10 | 51  | 42 | +9   | 62 | 8.     |
| 2012/13 | Southern Football League (Division One Central)      | 8      | 42 | 10 | 5  | 27 | 59  | 86 | -27  | 35 | 17.    |
| 2013/14 | Southern Football League (Division One South & West) | 8      | 42 | 11 | 6  | 25 | 41  | 99 | -58  | 39 | 19.    |
| 2014/15 | Hellenic Football League (Premier Division)          | 9      | 38 | 14 | 5  | 19 | 60  | 65 | -5   | 47 | 12.    |
| 2015/16 | Hellenic Football League (Premier Division)          | 9      | 38 | 28 | 6  | 4  | 101 | 45 | +56  | 90 | 2.     |
| 2016/17 | Hellenic Football League (Premier Division)          | 9      | 34 | 21 | 5  | 8  | 90  | 48 | +42  | 68 | 4.     |
| 2017/18 | Hellenic Football League (Premier Division)          | 9      | 38 | 31 | 5  | 2  | 129 | 25 | +104 | 98 | 1.     |
| 2018/19 | Southern Football League (Division One South)        | 8      | 38 |    |    |    |     |    |      |    |        |